# 8108 Віланд
8108 Віланд (8108 Wieland) — астероїд головного поясу, відкритий 30 січня 1995 року.
Тіссеранів параметр щодо Юпітера — 3,526.
Названо на честь німецького поета Кристофа Мартіна Віланда (нім. Christoph Martin Wieland, 1733—1813).